# Deutsche Badmintonmeisterschaft 1966
Die Deutsche Badmintonmeisterschaft 1966 fand vom 8. bis zum 10. April 1966 in Bonn statt.

## Medaillengewinner
| Disziplin    | Gold                                                          | Silber                                                                   | Bronze                                                                        |
| ------------ | ------------------------------------------------------------- | ------------------------------------------------------------------------ | ----------------------------------------------------------------------------- |
| Herreneinzel | Wolfgang Bochow (1. DBC Bonn)                                 | Torsten Winter (1. Wiesbadener BC)                                       | Franz Beinvogl (MTV München von 1879)                                         |
| Herreneinzel | Wolfgang Bochow (1. DBC Bonn)                                 | Torsten Winter (1. Wiesbadener BC)                                       | Willi Braun (VfL Wolfsburg)                                                   |
| Dameneinzel  | Irmgard Latz (1. DBC Bonn)                                    | Marieluise Wackerow (1. BC Beuel)                                        | Gerda Schumacher (1. DBC Bonn)                                                |
| Dameneinzel  | Irmgard Latz (1. DBC Bonn)                                    | Marieluise Wackerow (1. BC Beuel)                                        | Heide Hau (Merscheider TV)                                                    |
| Herrendoppel | Wolfgang Bochow (1. DBC Bonn) Friedhelm Wulff (VfL Bochum)    | Willi Braun (1. DBC Bonn) Peter Kretschmer (VfL Wolfsburg)               | Klaus-Dieter Framke (1. Wiesbadener BC) Manfred Fulle (1. Wiesbadener BC)     |
| Herrendoppel | Wolfgang Bochow (1. DBC Bonn) Friedhelm Wulff (VfL Bochum)    | Willi Braun (1. DBC Bonn) Peter Kretschmer (VfL Wolfsburg)               | Hans-Jürgen Fischer (1. Wiesbadener BC) Peter Knack (1. Wiesbadener BC)       |
| Damendoppel  | Irmgard Latz (1. DBC Bonn) Gerda Schumacher (1. DBC Bonn)     | Marieluise Wackerow (1. BC Beuel) Lore Hawig (1. BC Beuel)               | Heidi Menacher (MTV München von 1879) Anke Witten (MTV München von 1879)      |
| Damendoppel  | Irmgard Latz (1. DBC Bonn) Gerda Schumacher (1. DBC Bonn)     | Marieluise Wackerow (1. BC Beuel) Lore Hawig (1. BC Beuel)               | Ursula Puruckherr (BSC Rehberge 1945) Helma Friese (BSC Rehberge 1945)        |
| Mixed        | Friedhelm Wulff (VfL Bochum) Margarete Burkhardt (VfL Bochum) | Siegfried Betz (MTV München von 1879) Anke Witten (MTV München von 1879) | Helmut Neuz (TSG Augsburg 85) Brigitte Jackermeier (ESV München-Freimann)     |
| Mixed        | Friedhelm Wulff (VfL Bochum) Margarete Burkhardt (VfL Bochum) | Siegfried Betz (MTV München von 1879) Anke Witten (MTV München von 1879) | Günter Ledderhos (MTV München von 1879) Lydia Flemming (MTV München von 1879) |